# Berjosowka (Kaliningrad, Gurjewsk)
Berjosowka (russisch Берёзовка, deutsch Schugsten) ist ein kleiner Ort in der russischen Oblast Kaliningrad. Er gehört zur kommunalen Selbstverwaltungseinheit Stadtkreis Gurjewsk im Rajon Gurjewsk.

## Geographische Lage
Berjosowka liegt 13 Kilometer nördlich der Stadt Kaliningrad (Königsberg) an der Regionalstraße 27A-001 (ehemalige deutsche Reichsstraße 128), die Kaliningrad und Orlowka (Nesselbeck) mit Selenogradsk (Cranz) verbindet. Bei Berjosowka wird die Straße von der früheren Strecke der Kleinbahn Groß Raum–Ellerkrug (heute Güterverkehrsstrecke zum Flughafen Kaliningrad bei Chrabrowo (Powunden)), an der das damalige Schugsten Bahnstation war.

## Geschichte
Das einstige Gutsdorf „Schugsten“ (ein Gutsdorf gleichen Namens befand sich vor 1946 zwei Kilometer nördlich, bis 1938 Norgehnen, heute russisch: Schatrowo) wurde am 13. Juni 1874 namensgebender Ort für den neu errichteten Amtsbezirk Schugsten, der bis 1930 bestand und zum Landkreis Fischhausen im Regierungsbezirk Königsberg der preußischen Provinz Ostpreußen gehörte. Im Jahre 1910 zählte der Gutsbezirk Schugsten 82 Einwohner.
Am 1. Januar 1929 schlossen sich die Gutsbezirke Kanten (russisch: Jelniki), Norgehnen (Schatrowo) und Schugsten zur neuen Landgemeinde Norgehnen zusammen. Sie kam – nach Auflösung des Amtsbezirks Schugsten – zum Nachbaramtbezirk Fritzen (Sosnowka), ebenfalls im Landkreis Fischhausen (ab 1939 Landkreis Samland) gelegen. Die Landgemeinde Norgehnen erhielt im Jahre 1938 den Namen „Schugsten“.
Infolge des Zweiten Weltkrieges wurde die Region des nördlichen Ostpreußens der Sowjetunion unterstellt. Die beiden Orte Schugsten wurden wieder verselbständigt: das südlich gelegene Schugsten erhielt im Jahr 1950 die russische Bezeichnung „Berjosowka“ und wurde gleichzeitig dem Dorfsowjet Matrossowski selski Sowet im Rajon Gurjewsk zugeordnet. Später gehörte der Ort zum Chrabrowski selski Sowet. Von 2008 bis 2013 gehörte Berjosowka zur Landgemeinde Chrabowskoje selskoje posselenije und seither zum Stadtkreis Gurjewsk.

### Amtsbezirk Schugsten (1874–1930)
Zwischen 1874 und 1930 bildete Schugsten einen eigenen Amtsbezirk innerhalb des Landkreises Fischhausen mit den Orten:
| Name               | Russischer Name | Bemerkungen                                                     |
| ------------------ | --------------- | --------------------------------------------------------------- |
| Landgemeinde:      |                 |                                                                 |
| Trentitten         | Saizewo         |                                                                 |
| Gutsbezirke:       |                 |                                                                 |
| Kanten             | Jelniki         | 1929 in die Landgemeinde Norgehnen eingegliedert                |
| Norgehnen          | Schatrowo       | 1929 in eine Landgemeinde umgewandelt                           |
| Schreitlacken      | Morschanskoje   | 1928 in die Landgemeinde Trentitten eingegliedert               |
| Schugsten          | Berjosowka      | 1929 in die Landgemeinde Norgehnen eingegliedert                |
| seit 1898: Backeln | Kudrinka        | 1928 in die Landgemeinde und den Amtsbezirk Rudau eingegliedert |

Im Jahre 1930 wurden die beiden noch den Amtsbezirk Schugsten bildenden Gemeinden Trentitten und Norgehnen in den Amtsbezirk Fritzen umgegliedert und der Amtsbezirk Schugsten zum 23. April 1930 aufgelöst. Die Gemeinde Norgehnen erhielt 1938 den Namen „Schugsten“.

## Kirche
Die vor 1945 überwiegend evangelische Einwohnerschaft von Schugsten war in das Kirchspiel Laptau (russisch: Muromskoje) eingepfarrt. Es gehörte zum Kirchenkreis Königsberg-Land II in der Kirchenprovinz Ostpreußen der Kirche der Altpreußischen Union. Heute liegt Berjosowka im Einzugsbereich der evangelisch-lutherischen Auferstehungskirche in Kaliningrad (Königsberg) innerhalb der Propstei Kaliningrad der Evangelisch-lutherischen Kirche Europäisches Russland (ELKER).